# Darren Jackson
Darren Jackson (Edinburgh, 1966. július 25. –) skót válogatott labdarúgó. Pályafutása során skót és angol klubokban fordult meg.
A Skót labdarúgó-válogatott tagjaként részt vett az 1996-os labdarúgó-Európa-bajnokságon és az 1998-as labdarúgó-világbajnokságon.

## Statisztika

### Góljai a válogatottban
|   | Időpont           | Helyszín                         | Ellenfél   | Gólok | Eredmény | Kiírás                                     |
| - | ----------------- | -------------------------------- | ---------- | ----- | -------- | ------------------------------------------ |
| 1 | 1996. október 5.  | Daugava Stadium, Riga, Litvánia  | Lettország | 2–0   | 2–0      | 1998-as labdarúgó-világbajnokság-selejtező |
| 2 | 1997. június 1.   | Nemzeti Stadion, Ta’ Qali, Malta | Málta      | 2–1   | 3–2      | Barátságos mérkőzés                        |
| 3 | 1997. június 1.   | Nemzeti Stadion, Ta’ Qali, Malta | Málta      | 3–2   | 3–2      | Barátságos mérkőzés                        |
| 4 | 1998. április 22. | Easter Road, Edinburgh, Skócia   | Finnország | 1–0   | 1–1      | Barátságos mérkőzés                        |

## Sikerei, díjai
- Celtic FC
  - Skót bajnok: 1997-98
  - Skót ligakupa: 1997–98
- Livingston FC
  - Skót másodosztály bajnoka: 2000-01